# Parga Rodrigues
César Augusto Parga Rodrigues (Maranhão, 1 de dezembro de 1871 – Rio de Janeiro, 2 de agosto de 1963) foi um general de divisão brasileiro.

## Vida
Filho de Antônio Fábio de Lemos Rodrigues.

## Carreira
Iniciou a carreira militar em março de 1890 ao ingressar como praça na Escola Militar da Praia Vermelha no Rio de Janeiro, então Distrito Federal. Foi promovido a segundo-tenente em novembro de 1894. Foi promovido a primeiro-tenente em agosto de 1908. De junho de 1910 a março de 1912 estagiou no Exército Alemão, promovido em novembro de 1911 a capitão.
Foi comandante da Artilharia Divisionária da 1ª Divisão de Exército, de 7 de agosto de 1933 a 8 de agosto de 1934. Também  comandou o 1º  Distrito de Artilharia de Costa, da 1.ª  Brigada de Artilharia Anti-Aérea e a 3.ª Região Militar.
Foi um dos idealizadores da revista A Defesa Nacional, formada na Alemanha pelo grupo conhecido como Jovens Turcos, juntamente com Bertoldo Klinger e Estevão Leitão de Carvalho.
Foi presidente do Clube Militar de maio de 1937 a maio de 1939. Durante sua gestão foi construído o edifício-sede da entidade.